# Flughafen Hewanorra International

i8
i11
i13
Der Hewanorra International Airport ist der internationale Flughafen der Karibik-Insel St. Lucia. Er befindet sich nördlich der Stadt Vieux Fort im Süden der Insel. Neben dem Hewanorra International Airport gibt es auf St. Lucia noch den kleineren George F. L. Charles Airport, der näher bei der Hauptstadt Castries liegt. Der Flughafen wurde 1941 von der US Army gebaut.

## Verkehrszahlen
| Jahr | Passagiere | Flugbewegungen | Luftfracht (t) |
| ---- | ---------- | -------------- | -------------- |
| 2016 | 644.837    | 16.157         | 2.138          |
| 2015 | 632.478    | 15.326         | 1.799          |
| 2014 | 614.754    | 15.056         | 1.448          |
| 2013 | 585.795    | 13.862         | 1.372          |
| 2012 |            |                |                |
| 2011 | 546.035    | 13.511         | 1.435          |
| 2010 | 552.097    | 12.741         | 1.584          |
| 2009 | 459.265    | 10.080         | 1.713          |
| 2008 | 466.229    | 12.141         | 2.010          |